# Thomas Gisborne Gordon
Thomas Gisborne Gordon (* 15. Dezember 1851; † 8. Juli 1935) war ein irischer Rugby-Union-Spieler, der unter anderem drei Spiele für die Irische Nationalmannschaft absolvierte. Er ist der bisher einzige einarmige Rugbyspieler, der ein Länderspiel absolviert hat.

## Leben
Gordon wurde 1851 in Belfast geboren. Er besuchte die Rugby School in der Stadt Rugby in Warwickshire, bevor er nach Irland zurückkehrte, um für den Rugbyverein North of Ireland F.C. zu spielen und als Winzer zu arbeiten. Bereits damals hatte er nur eine Hand, da er seine rechte bei einem Schießunfall verloren hatte. 1890 heiratete er Marie Louis Graham, mit der er zwei Kinder hatte, eine Tochter namens Helen, die 1891 zur Welt kam und einen Sohn namens Thomas, der im August 1899 zur Welt kam. 1935 starb er im Alter von 83 Jahren.

## Karriere
Gordon absolvierte drei Spiele für Irland, zwei davon gegen England und eins gegen Schottland. Sein drittes Spiel, bei dem Irland gegen England spielte, war das erste Spiel, das in der Lansdowne Road stattfand.